# WCW Battlebowl
Battlebowl est un ancien évènement télédiffusé de catch visible uniquement en paiement à la séance produit par la World Championship Wrestling. Il était spécialement fait de matchs par équipe dans lesquels les équipes étaient choisies au hasard, une équipe devait ensuite travailler ensemble pour pouvoir se qualifier dans la grande bataille royale « Battlebowl » dans le main-event. Des versions précédentes de Battlebowl se sont déroulés à Starrcade en 1991 et 1992. Il s'est déroulé le 20 novembre 1993 au Pensacola Civic Center de Pensacola, Florida. Le dernier Battlebowl s'est déroulé à Slamboree en 1996 sous le nom de Lord of the Ring.

## Résultats
- Vader et Cactus Jack (w/Harley Race) def. Charlie Norris et Kane (7:34)
  - Vader a effectué le tombé sur Norris.
- Brian Knobbs et Johnny B. Badd (w/Missy Hyatt) def. Erik Watts et Paul Roma (12:56)
  - Knobbs a effectué le tombé sur Watts.
- The Shockmaster et Paul Orndorff (w/The Masked Assassin) def. Ricky Steamboat et Lord Steven Regal (w/Sir William) (12:26)
  - Shockmaster a effectué le tombé sur Regal.
- King Kong et Dustin Rhodes def. The Equalizer et Awesome Kong (5:55)
  - Rhodes a effectué le tombé sur Awesome Kong.
- Sting et Jerry Sags (w/Missy Hyatt) def. Ron Simmons et Keith Cole (13:14)
  - Sags a effectué le tombé sur Cole.
- Ric Flair et Steve Austin (w/Col. Robert Parker et Fifi) def. 2 Cold Scorpio et Maxx Payne (14:31)
  - Flair a fait abandonné Payne.
- Rick Rude et Shanghai Pierce def. Tex Slazenger et Marcus Bagwell (14:50)
  - Rude a effectué le tombé sur Slazenger.
- Road Warrior Hawk et Rip Rogers def. Davey Boy Smith et Kole (7:55)
  - Rogers a effectué le tombé sur Kole.
- Vader a remporté la bataille royale "Battlebowl" (25:33)
  - Les autres participants étaient les vainqueurs des matchs par équipe : Steve Austin, Johnny B. Badd, Cactus Jack, Ric Flair, Brian Knobbs, King Kong, Paul Orndorff, Shanghai Pierce, Dustin Rhodes, Road Warrior Hawk, Rip Rogers, Rick Rude, Jerry Sags, The Shockmaster, et Sting.